# Wind Beneath My Wings
«Wind Beneath My Wings» (с англ. — «Ветер под моими крыльями») — песня, написанная в 1982 году авторами Джеффом Силбаром и Ларри Хенли.

## Написание и кавер-версии
Первоначально Силбар и Хенли предложили песню исполнителю Бобу Монтгомери, который записал свою демоверсию, в ней он изменил основную концепцию, сделав её лирической балладой. Позднее Силбар и Хенли предлагали песню многим артистам. Первым, кто записал песню официально, был Роджер Уиттакер, который включил её в одноимённый студийный альбом. Вскоре песню записывает австралийская певица Коллин Хивет, она делает её синглом и песня впервые попадает в чарт, в частности достигает пятьдесят второй строчки в австралийском хит-параде KMR. В США песня становится известной только в 1983 году, когда её исполнил Лу Ролз, версия становится достаточно популярной и попадает в американские чарты Billboard. Позже песню записывают: ансамбль Gladys Knight & the Pips, Гэри Моррис, Кенни Роджерс, Шина Истон, Ли Гринвуд, Стивен Хьютон, Перри Комо и многие другие.

## Версия Бетт Мидлер
Самой успешной версией песни является запись американской певицы Бетт Мидлер. Она записывает её для фильма «На пляже», и песня становится крайне успешной, достигая первого места в горячей сотне США и чарта Австралии. В 1991 году песня получила платиновую сертификацию от Американской ассоциации звукозаписывающих компаний за один миллион проданных копий.
На 32-й церемонии вручения «Грэмми» песня одержала победу в номинациях «Лучшая запись» и «Песня года».
В 2004 году Американский институт киноискусства поместил песню в исполнении Мидлер на 44-ю строчку в списке 100 лучших песен из американских фильмов за 100 лет.

### Чарты

#### Недельные чарты
| Чарт (1989–1997)                         | Пиковая позиция |
| ---------------------------------------- | --------------- |
| Австралия (ARIA Charts)                  | 1               |
| Исландия (Íslenski Listinn Topp 10)      | 2               |
| Новая Зеландия (RIANZ)                   | 4               |
| Великобритания (Official Charts Company) | 5               |
| США (Billboard Hot 100)                  | 1               |
| США (Billboard Adult Contemporary)       | 2               |

#### Годовые чарты
| Чарт (1989)  | Позиция |
| ------------ | ------- |
| Канада (RPM) | 31      |

### Продажи и сертификации
| Регион | Сертификация | Продажи    |
| --- | ------------ | ---------- |
| Великобритания (BPI) · Продажи с 2004 года                                                                                                | Золотой      | 400 000    |
| США (RIAA) | Платиновый   | 1 000 000^ |
| ^ Данные о тиражах приведены только на основе сертификации. · Данные о продажах + прослушиваниях приведены только на основе сертификации. |              |            |